# Fotboll vid Centralamerikanskaspelen
Fotboll vid Centralamerikanskaspelen har spelats sedan 1973. 2001 introducerades damturneringen.

## Slutställning

### Herrar
| År   | Värdnation  | Final       | Final    | Final       | Match om tredjepris | Match om tredjepris | Match om tredjepris |
| År   | Värdnation  | Vinnare     | Resultat | Tvåa        | Trea                | Resultat            | Fyra                |
| ---- | ----------- | ----------- | -------- | ----------- | ------------------- | ------------------- | ------------------- |
| 1973 | Guatemala   | Panama      | [ a ]    | Nicaragua   | El Salvador         | [ a ]               | Guatemala           |
| 1977 | El Salvador | El Salvador | [ a ]    | Panama      | Nicaragua           | [ a ]               | Guatemala           |
| 1986 | Guatemala   | Guatemala   | [ a ]    | Honduras    | Nicaragua           | [ a ]               | El Salvador         |
| 1990 | Honduras    | Honduras    | [ a ]    | Costa Rica  | Nicaragua           | [ a ]               | [ b ]               |
| 1994 | El Salvador | Honduras    | 2–1      | El Salvador | Costa Rica          | 1–1 (4–2 str.)      | Guatemala           |
| 1997 | El Salvador | Costa Rica  | 2–1      | Panama      | Honduras            | 1–0                 | El Salvador         |
| 2001 | Guatemala   | Guatemala   | [ a ]    | Honduras    | Costa Rica          | [ a ]               | Panama              |
| 2013 | Costa Rica  | Honduras    | 1–0      | Costa Rica  | El Salvador         | 2–1                 | Guatemala           |
| 2017 | Nicaragua   | Honduras    | 1–0      | Costa Rica  | El Salvador         | 1–0                 | Nicaragua           |
| 2022 | El Salvador |             |          |             |                     |                     |                     |

### Damer
| År   | Värdnation  | Final      | Final          | Final     | Match om tredjepris | Match om tredjepris | Match om tredjepris |
| År   | Värdnation  | Vinnare    | Resultat       | Tvåa      | Trea                | Resultat            | Fyra                |
| ---- | ----------- | ---------- | -------------- | --------- | ------------------- | ------------------- | ------------------- |
| 2001 | Guatemala   | Costa Rica | 4–1            | Honduras  | Guatemala           | 4–0                 | El Salvador         |
| 2013 | Costa Rica  | Costa Rica | 4–0            | Nicaragua | Guatemala           | 5–3                 | Panama              |
| 2017 | Costa Rica  | Costa Rica | 1–1 (2–0 str.) | Nicaragua | Panama              | 1–1 (4–1 str.)      | El Salvador         |
| 2022 | El Salvador |            |                |           |                     |                     |                     |

## Anmärkningslista
1. 1 2 3 4 5 6 7 8 9 10  Gruppspel
2. ↑  Endast tre lag deltog.